# Font de la Collada (Sant Quirze Safaja)
La Font de la Collada és una font del terme municipal de Sant Quirze Safaja, a la comarca del Moianès.
Està situada a 813 metres d'altitud, a prop del termenal entre els termes de Sant Quirze Safaja i Sant Martí de Centelles, al sud-oest de la Collada, a la dreta del torrent de la Collada.